# Carl-Erik Ohlson
Carl-Erik Ohlson   (Hälleviksstrand, 23 de setembre de 1920 - Göteborg, 24 de desembre de 2015) va ser un regatista suec, vencedor d'una medalla olímpica.
El 1952 va prendre part en els Jocs Olímpics d'Estiu de Hèlsinki, on va guanyar la medalla de bronze en la classe de 5,5 metres del programa de vela. A bord del Hojwa, formà tripulació junt als germans Magnus i Folke Wassén.